# 萊河
萊河（法語：Lay，法語發音：[lɛ]）是法國的河流，位於該國西部，河道全長120公里，流域面積1,750平方公里，平均流量每秒14立方米，發源自圣皮埃尔迪舍曼，最終注入比斯開灣。

## 外部連結
- http://www.geoportail.fr （页面存档备份，存于）
- Sandre数据库中的莱河